# 前177年
| 千纪： | 前1千纪 |
| 世纪： | 前3世纪 \| 前2世纪 \| 前1世纪                                                                                         |
| 年代： | 前200年代 \| 前190年代 \| 前180年代 \| 前170年代 \| 前160年代 \| 前150年代 \| 前140年代                               |
| 年份： | 前182年 \| 前181年 \| 前180年 \| 前179年 \| 前178年 \| 前177年 \| 前176年 \| 前175年 \| 前174年 \| 前173年 \| 前172年 |
| 纪年： | 西汉汉文帝前元三年 |

## 大事记
- 十二月，漢朝太尉灌婴取代周勃為丞相，罷太尉官。
- 五月，漢朝濟北王劉興居叛亂。
- 羅馬共和國控制第里雅斯特。

## 逝世
- 四月，汉城陽王劉章
- 八月，汉濟北王劉興居兵敗自殺
- 审食其
- 朱建
- 烏孫王难兜靡